# Kenneth Taylor
Kenneth Nathaniel Taylor (8. května 1917 v Portlandu, stát Oregon, USA - 10. června 2005 ve Wheatonu, stát Illinois, USA), byl americký teolog, spisovatel a nakladatel.
Jeho nejslavnějším dílem je The Living Bible (Bible parafrázovaná a přeložená do moderní živé angličtiny). Založil nakladatelství Tyndale House Publishers, v současné době jedno z největších nakladatelství orientovaných na křesťanskou literaturu na světě.
- Seznam děl v Souborném katalogu ČR, jejichž autorem nebo tématem je Kenneth Taylor